# وراپوج پتچکوم
وراپوج پتچکوم (تایلندی: วรพจน์ เพชรขุ้ม؛ زادهٔ ۱۸ مهٔ ۱۹۸۱) بوکسور اهل تایلند است.